# Gare de Thenon
Gare de Thenon vasútállomás Franciaországban, Thenon településen.

## Vasútvonalak
Az állomást az alábbi vasútvonalak érintik:
- Coutras-Tulle-vasútvonal

## Kapcsolódó állomások
A vasútállomáshoz az alábbi állomások vannak a legközelebb:
- Gare de Niversac
- Gare de La Bachellerie
- Gare de Condat - Le Lardin
- Gare de Saint-Pierre-de-Chignac